# Ansari X
Ansari X je 10 milijonov dolarjev vredna nagrada, ki jo je 4. oktobra 2004 osvojil SpaceShipOne. Šlo je za dva poleta na višino 100 km v razmiku do dveh tednov. Na krovu so morale biti tri osebe ali ekvivalentna masa, med poletoma pa ni smelo biti zamenjanih več kot deset odstotkov mase plovila, z izjemo goriva.